# Rat-Man
Pour les articles homonymes, voir Ratman.

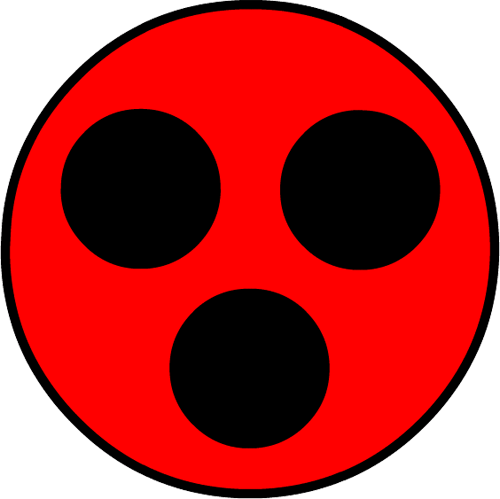
Logo de Rat-Man

Rat-Man est une bande dessinée italienne (ou fumetti) de Leo Ortolani, parodiant les comics américains. La série raconte les aventures comique d'un super-héros.
Rat-Man, parodie de Batman, est une figure d'antihéros. Il est entouré dans ses aventures de personnages récurrents (imaginaires et réels).
Les aventures de ce rat en collants jaunes originellement parues en italien ont été traduites en espagnol et récemment en espéranto. Rat-Man est un personnage de bande-dessinée très populaire en Italie : il existe des fan-clubs de Rat-Man. La bande-dessinée a gagné de nombreux prix et a été adaptée en  dessin animé à la télévision par la RAI.

## Personnages

### Rat-Man
La série ne précise pas si le personnage est une souris au visage simiesque ou bien un singe aux oreilles de souris. Son créateur Leo Ortolani le décrit « un pauvre idiot qui vadrouille en collant avec des oreilles de souris sur la tête ». Rat-Man est un super-héros particulièrement incompétent, qui rate tout ce qu'il entreprend, sans que les autres personnages de la série ne semblent d'ailleurs le remarquer.
Rat-Man est né en 1989 comme parodie du premier Batman de Tim Burton. Rat-Man remporta alors le prix du meilleur texte de bande-dessinée au Festival international de bande dessinée de Lucca, véritable institution du 9e art en Italie.
Dès lors, Rat-Man est apparu dans de nombreuses revues spécialisées, jusqu'à ce qu'en 1995, il devienne le héros de sa propre revue, autoéditée par l'auteur.

### Autres
- Cinzia Otherside : personnage qui aient apparu dans un épisode en 1989

## En version italienne
Entre 1995 et 1997, Rat-Man est parue à compte d'auteur à 11,6 reprises, chez Edizioni Foxtrot puis chez Bande Dessinée :,
- Rat-Man contro il Ragno!
- La minaccia verde!
- Dal futuro!
- La Gatta!
- Week-end di torrone
- L'araldo!
- Il ritorno!
- La squadra segreta
- L'ultimo segreto
- L'Incredibile Ik!
- The R-File!
- Il grande Ratzinga!

Depuis 1997, Rat-Man parait tous les trois mois (jusqu'à mars 2008 et depuis tous les deux mois) dans la collection Rat-Man Collection, d'abord chez Marvel Italia, puis chez Cult Comics et maintenant chez Panini Comics.
Depuis 2002, Rat-Man parait également tous les deux mois (depuis avril 2005, tous les quatre mois) dans Tutto Rat-Man (il s'agit en général de la réimpression de deux numéros de Rat-Man Collection), chez Panini Comics.
Depuis 2004, parait un numéro d'été Rat-Man Color Special, avec des anciennes aventures colorisées, chezPanini Comics.
Mis à part ces périodiques, paraissent des éditions spéciales, quelquefois à l'occasion d'un festival. Les plus célèbres sont Il signore dei Ratti (Le Seigneur des Rats, parodie du Le Seigneur des anneaux de J. R. R. Tolkien), ainsi que Star-Rats (parodie de Star Wars de G. Lucas).

## En versions traduites
En 2001, la maison d'édition Sulaco Ediciones a proposé trois numéros d'une revue avec des histoires de Rat-Man traduites en espagnol :
- Rat-Man El Origen! (mai 2001)
- Rat-Man vs. El Turrón Asesino (juin 2001)
- Rat-Man ¡El Heraldo! (juillet 2001)

En 2005, Panini Comics España a édité une traduction de Rat-Man Color Special en espagnol :
- Rat-Man n° 1 (février 2005)
- Rat-Man n° 2

En 2007, les associations Espéranto-Jeunes et Itala Esperantista Junularo ont édité un recueil d'histoires de Rat-Man en espéranto.

## Prix et récompenses
- 1998 : Prix Micheluzzi de la meilleure série ou mini-série italienne pour Rat-Man
- 2000 : Prix Micheluzzi de la meilleure série italienne
- 2003 : Prix Micheluzzi de la meilleure série italienne
- 2006 : Prix Micheluzzi de la meilleure série humoristique
- 2008 : Prix Micheluzzi du meilleur scénariste
- 2008 : Prix XL
- 2009 : Prix XL
- 2011 : Prix Micheluzzi de la meilleure série au dessin non réaliste
- 2015 : Prix Micheluzzi de la meilleure série au traitement non réaliste